# Hitrostno drsanje na Zimskih olimpijskih igrah 2006
Olimpijska tekmovanja v hitrostnem drsanju na XX. zimskih olimpijskih igrah so potekala v Torinu v dvorani Oval Lingotto.

## Medalje
| Mesto | Država                     | Zlato | Srebro | Bron | Skupaj |
| ----- | -------------------------- | ----- | ------ | ---- | ------ |
| 1     | ZDA                        | 3     | 3      | 1    | 7      |
| 2     | Nizozemska                 | 3     | 2      | 4    | 9      |
| 3     | Kanada                     | 2     | 4      | 2    | 8      |
| 4     | Italija                    | 2     | 0      | 1    | 3      |
| 5     | Nemčija                    | 1     | 1      | 1    | 3      |
| 5     | Rusija                     | 1     | 1      | 1    | 3      |
| 7     | Ljudska republika Kitajska | 0     | 1      | 1    | 2      |
| 8     | Južna Koreja               | 0     | 0      | 1    | 1      |

## Moški

### 500 m
| Medalja | Tekmovalec              | Čas   |
| Zlato   | Joey Cheek (ZDA)        | 69.76 |
| Srebro  | Dmitrij Dorofejev (RUS) | 70.41 |
| Bron    | Lee Kang-Seok (KOR)     | 70.43 |

### 1000 m
| Medalja | Tekmovalec            | Čas     |
| Zlato   | Shani Davis (ZDA)     | 1:08.89 |
| Srebro  | Joey Cheek (ZDA)      | 1:09.16 |
| Bron    | Erben Wennemars (NIZ) | 1:09.32 |

### 1500 m
| Medalja | Tekmovalec          | Čas     |
| Zlato   | Enrico Fabris (ITA) | 1:45.96 |
| Srebro  | Shani Davis (ZDA)   | 1:46.13 |
| Bron    | Chad Hedrick (ZDA)  | 1:46.22 |

### 5000 m
| Medalja | Tekmovalec          | Čas     |
| Zlato   | Chad Hedrick (ZDA)  | 6:14.68 |
| Srebro  | Sven Kramer (NIZ)   | 6:16.40 |
| Bron    | Enrico Fabris (ITA) | 6:18.25 |

### 10000 m
| Medalja | Tekmovalec           | Čas      |
| Zlato   | Bob de Jong (NIZ)    | 13:01.57 |
| Srebro  | Chad Hedrick (ZDA)   | 13:05.40 |
| Bron    | Carl Verheijen (NIZ) | 13:08.80 |

### Ekipno zasledovanje
Drsalci, označeni ležeče, so nastopali v finalu
| Medalja  | Ekipa                                                                                      | Čas     |
| A finale |                                                                                            |         |
| Gold     | Italija (Matteo Anesi, Stefano Donagrandi, Enrico Fabris, Ippolito Sanfratello)            | 3:44.46 |
| Silver   | Kanada (Arne Dankers, Steven Elm, Denny Morrison, Jason Parker, Justin Warsylewicz)        | +2.82   |
| B finale |                                                                                            |         |
| Bron     | Nizozemska (Sven Kramer, Rintje Ritsma, Mark Tuitert, Carl Verheijen, Erben Wennemars)     | 3:44.53 |
| 4        | Norveška (Håvard Bøkko, Eskil Ervik, Mikael Flygind Larsen, Øystein Grødum, Lasse Sætre)   | +1.43   |
| C finale |                                                                                            |         |
| 5        | Rusija (Artjom Detišev, Aleksandr Kibalko, Jevgenij Lalenkov, Dmitrij Šepel, Ivan Skobrev) | 3:46.91 |
| 6        | ZDA (K.C. Boutiette, Chad Hedrick, Charles Leveille, Clay Mull, Derek Parra)               | +2.82   |
| D finale |                                                                                            |         |
| 7        | Nemčija (Jörg Dallmann, Stefan Heythausen, Robert Lehmann, Tobias Schneider)               | 3:48.28 |
| 8        | Japonska (Kesato Miyazaki, Teruhiro Sugimori, Takahiro Ushiyama)                           | +2.09   |

## Ženske

### 500 m
| Medalja | Tekmovalka            | Čas   |
| Zlato   | Svetlana Žurova (RUS) | 76.57 |
| Srebro  | Wang Manli (KIT)      | 76.78 |
| Bron    | Ren Hui (KIT)         | 76.87 |

### 1000 m
| Medalja | Tekmovalka            | Čas     |
| Zlato   | Marianne Timmer (NIZ) | 1:16.05 |
| Srebro  | Cindy Klassen (KAN)   | 1:16.09 |
| Bron    | Anni Friesinger (NEM) | 1:16.11 |

### 1500 m
| Medalja | Tekmovalka            | Čas     |
| Zlato   | Cindy Klassen (KAN)   | 1:55.27 |
| Srebro  | Kristina Groves (KAN) | 1:56.74 |
| Bron    | Ireen Wüst (NIZ)      | 1:56.90 |

### 3000 m
| Medalja | Tekmovalka              | Čas     |
| Zlato   | Ireen Wüst (NIZ)        | 4:02.43 |
| Srebro  | Renate Groenewold (NIZ) | 4:03.48 |
| Bron    | Cindy Klassen (KAN)     | 4:04.37 |

### 5000 m
| Medalja | Tekmovalka              | Čas     |
| Zlato   | Clara Hughes (KAN)      | 6:59.07 |
| Srebro  | Claudia Pechstein (NEM) | 7:00.08 |
| Bron    | Cindy Klassen (KAN)     | 7:00.57 |

### Ekipno zasledovanje
Drsalci, označeni ležeče, so nastopali v finalu
| Medalja  | Ekipa                                                                                                   | Čas                |
| A finale | |                    |
| Zlato    | Nemčija (Daniela Anschütz-Thoms, Anni Friesinger, Lucille Opitz, Claudia Pechstein, Sabine Völker)      | 3:01.25            |
| Srebro   | Kanada (Kristina Groves, Clara Hughes, Cindy Klassen, Christine Nesbitt, Shannon Rempel)                | +1.66              |
| B finale | |                    |
| Bron     | Rusija (Jekaterina Abramova, Varvara Bariševa, Galina Lihačova, Jekaterina Lobiševa, Svetlana Visokova) | Zmaga za dohititev |
| 4        | Japonska (Eriko Ishino, Nami Nemoto, Hiromi Otsu, Maki Tabata)                                          |                    |
| C finale | |                    |
| 5        | ZDA (Margaret Crowley, Maria Lamb, Catherine Raney, Jennifer Rodriguez, Amy Sannes)                     | 3:04.22            |
| 6        | Nizozemska (Renate Groenewold, Moniek Kleinsman, Gretha Smit, Paulien van Deutekom, Ireen Wüst)         | +1.40              |
| D finale | |                    |
| 7        | Norveška (Annette Bjelkevik, Hedvig Bjelkevik, Maren Haugli)                                            | 3:06.20            |
| 8        | Ljudska republika Kitajska (Ji Jia, Wang Fei, Zhang Xiaolei)                                            | +0.71              |